# ‘Alīābād-e Gāvkosh
‘Alīābād-e Gāvkosh (persiska: عَليابادِ گاوكُش, علی آباد گاوکش) är en ort i Iran.   Den ligger i provinsen Lorestan, i den västra delen av landet, 400 km sydväst om huvudstaden Teheran. ‘Alīābād-e Gāvkosh ligger 1 921 meter över havet och antalet invånare är 191.
Terrängen runt ‘Alīābād-e Gāvkosh är kuperad åt sydost, men åt nordväst är den platt. Runt ‘Alīābād-e Gāvkosh är det ganska tätbefolkat, med 72 invånare per kvadratkilometer. Närmaste större samhälle är Nūrābād, 14,2 km nordväst om ‘Alīābād-e Gāvkosh. Trakten runt ‘Alīābād-e Gāvkosh består i huvudsak av gräsmarker.